# Сеница (Словакия)
Се́ница (словац. Senica, нем. Senitz, венг. Szenice), город в Западной Словакии, расположенный на реке Миява на севере Загорской низменности. Население города — около 20 тысяч человек.

## История
Первые люди появились в окрестностях города ещё во времена палеолита. В пригороде Сеницы — Чачове — были найдены следы стоянки охотников на мамонтов. В Сенице-Кунове найдено большое количество орудий труда времён неолита. Кроме этого, в Сенице найдены следы кельтских и раннеславянских поселений.
В 11 веке Сеница была включена в Голичский комитат Венгерского королевства, первое упоминание о городе встречается в 1256 году. С тех пор город принадлежал различным дворянским семьям.
С 1918 Сеница входит в состав Чехословакии. Здесь начинают закладываться многочисленные предприятия, благодаря которым Сеница становится промышленным центром Северного Загорья.

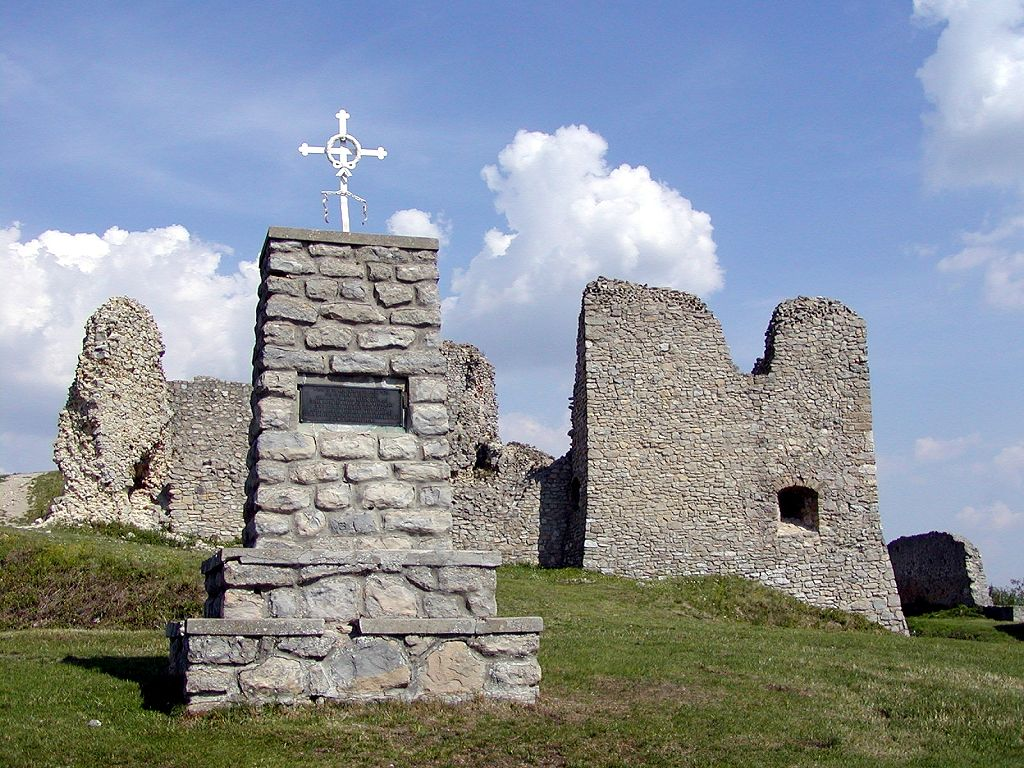
Развалины замка Бранч у Сеницы

## Население
| Год:                | 1994   | 2004    | 2014    | 2024    |
| ------------------- | ------ | ------- | ------- | ------- |
| Количество человек: | 21 038 | 21 028  | 20 352  | 19 137  |
| Разница:            |        | −0,04 % | −3,21 % | −5,96 % |

## Достопримечательности
- Приходской костёл
- Лютеранская кирха

## Города-побратимы
Согласно данным официального сайта города Сеница, соглашения о партнёрстве и сотрудничестве заключены со следующими городами:
- Трутнов, Чехия (1998)
- Вельке-Павловице, Чехия (2002)
- Пултуск, Польша (2002)
- Бач, Сербия (2004)
- Херцогенбухзе, Швейцария (2004)
- Санта-Текла, Сальвадор (2012)